# Jakub Secygniowski (zm. 1530)
Jakub Secygniowski, (Sancygniowski, Sęcygniewski) herbu Jelita (zm. 1530) – hetman wojsk zaciężnych polskich w kampanii 1528 roku (dowodził 2000 żołnierzy), hetman okresowy w 1521 roku,  rotmistrz koronny, dworzanin królewski, starosta buski, przedstawiciel dyplomatyczny Rzeczypospolitej w Imperium Osmańskim w 1517 roku. 
Syn Mikołaja i Katarzyny z Oleskich.
Od 1494 był burgrabią zamku krakowskiego i dworzaninem króla Jana Olbrachta. Wziął udział w wojnie litewsko-moskiewskiej (1500–1503), towarzyszył Aleksandrowi Jagiellończykowi w jego pochodzi do Wilna i Połocka. Brał udział w odsieczy Smoleńska. W 1512 uczestniczył w bitwie pod Łopusznem. W 1513 wysłany z misją poselską do Mołdawii. Na czele 200 konnej chorągwi walczył w bitwie pod Orszą. W 1516 rozbił 1000 oddział Tatarów pod Zynkowem, odbijając jasyr. W 1517 posłował do Konstantynopola, uzyskując przedłużenie rozejmu z sułtanem Selimem I Groźnym o 3 lata.
W czasie wojny polsko-krzyżackiej (1519–1521) w 1520 uczestniczył w oblężeniu Kwidzyna. Zygmunt I Stary mianował go dowódcą wojsk polskich na Warmii. Przeprowadził wiele akcji zaczepnych na ziemiach zakonu krzyżackiego. Skutecznie bronił Lidzbarka Warmińskiego przed siedmiotysięczną armią Albrechta Hohenzollerna. W 1524 walczył z Turkami, którzy najechali ziemie ruskie. W 1527 udał się na Węgry, gdzie wziął udział w wojnie pomiędzy Janem Zápolyą a Habsburgami.